# Петер Фуннекеттер
Петер Фуннекеттер (нім. Peter Funnekötter, 11 червня 1946) — німецький академічний веслувальник.
Бронзовий призер Олімпійських Ігор 1972 року в складі розпашної четвірки без стернового.
Срібний призер Чемпіонату світу 1970 року в складі розпашної четвірки без стернового.
Бронзовий призер Чемпіонату Європи 1971 року в складі розпашної четвірки без стернового.